# جوان بلاكمان
جوان بلاكمان (بالإنجليزية: Joan Blackman)‏ هي كاتبة سيناريو وممثلة أمريكية، ولدت في 17 مايو 1938 بسان فرانسيسكو في الولايات المتحدة.

## وصلات خارجية
- جوان بلاكمان على موقع IMDb (الإنجليزية)
- جوان بلاكمان على موقع ألو سيني (الفرنسية)
- جوان بلاكمان على موقع ميوزك برينز (الإنجليزية)
- جوان بلاكمان على موقع أول موفي (الإنجليزية)
- جوان بلاكمان على موقع قاعدة بيانات الأفلام السويدية (السويدية)
- جوان بلاكمان على موقع إن إن دي بي (الإنجليزية)
- جوان بلاكمان على موقع قاعدة بيانات الفيلم (الإنجليزية)
- جوان بلاكمان على موقع كينوبويسك (الروسية)